# Christian d'Oriola
Christian d'Oriola (Perpignan, 3 oktober 1928 – Nîmes, 29 oktober 2007) was een Frans schermer, die zich had toegelegd op het wapen floret.
In zijn sportieve carrière behaalde hij zes olympische medailles; vier gouden en twee zilveren. Zijn belangrijkste overwinningen waren de titels op het onderdeel floret individueel tijdens de Olympische Spelen van 1952 en 1956.
Later werd D'Oriola scheidsrechter bij het schermen, in de jaren 70, waarna hij in 1980 vicepresident werd van de HOA, de Franse schermfederatie. Deze functie heeft hij vier jaar vervuld.
D'Oriola was een neef van Pierre Jonquères d'Oriola, olympisch kampioen bij de springruiters in 1952 en 1964. Zijn vrouw Catherine deed mee aan de Spelen van 1956 en 1960 en overleed in 2025 op 100-jarige leeftijd.

## Titels
- 1948: Olympisch kampioen - floret team
- 1952: Olympisch kampioen - floret individueel
- 1952: Olympisch kampioen - floret team
- 1956: Olympisch kampioen - floret individueel
- 1947: Wereldkampioen - floret individueel
- 1947: Wereldkampioen - floret team
- 1949: Wereldkampioen - floret individueel
- 1951: Wereldkampioen - floret team
- 1953: Wereldkampioen - floret individueel
- 1953: Wereldkampioen - floret team
- 1954: Wereldkampioen - floret individueel
- 1958: Wereldkampioen - floret team

## Prestaties
- 1948: Olympische Spelen - floret individueel (zilver)
- 1956: Olympische Spelen - floret team (zilver)
- 1949: Wereldkampioenschappen - floret team (zilver)
- 1954: Wereldkampioenschappen - floret team (zilver)
- 1955: Wereldkampioenschappen - floret individueel (zilver)

1896: Eugène-Henri Gravelotte ·
1900: Émile Coste ·
1904: Ramón Fonst ·
1912: Nedo Nadi ·
1920: Nedo Nadi ·
1924: Roger Ducret ·
1928: Lucien Gaudin ·
1932: Gustavo Marzi ·
1936: Giulio Gaudini ·
1948: Jéhan de Buhan ·
1952: Christian d'Oriola ·
1956: Christian d'Oriola ·
1960: Viktor Zjdanovitsj ·
1964: Egon Franke ·
1968: Ion Drîmbă ·
1972: Witold Woyda ·
1976: Fabio Dal Zotto ·
1980: Vladimir Smirnov ·
1984: Mauro Numa ·
1988: Stefano Cerioni ·
1992: Philippe Omnès ·
1996: Alessandro Puccini ·
2000: Kim Young-ho ·
2004: Brice Guyart ·
2008: Benjamin Kleibrink · 
2012: Lei Sheng · 
2016: Daniele Garozzo · 
2020: Cheung Ka-long · 
2024: Cheung Ka-long
1904: Fonst, Díaz, Van Zo Post ·
1920: Baldi, Costantino, A. Nadi, N. Nadi, Olivier, Puliti, Speciale, Terlizzi ·
1924: Cattiau, Coutrot, de Luget, Ducret, Gaudin, Jobier, Labatut, Perotaux ·
1928: Chiavacci, Gaudini, Guaragna, Pessina, Pignotti, Puliti ·
1932: Bondoux, Bougnol, Cattiau, Gardère, Lemoine, Piot ·
1936: Bocchino, Di Rosa, Gaudini, Guaragna, Marzi, Verratti ·
1948: Bonin, Bougnol, de Buhan, Lataste, d'Oriola, Rommel ·
1952: de Buhan, Lataste, Netter, Noël, d'Oriola, Rommel ·
1956: Bergamini, Carpaneda, Di Rosa, Lucarelli, Mangiarotti, Spallino ·
1960: Midler, Roedov, Sissikin, Svesjnikov, Zjdanovitsj ·
1964: Midler, Sissikin, Sjarov, Svesjnikov, Zjdanovitsj ·
1968: Berolatti, Dimont, Magnan, Noël, Revenu ·
1972: Dąbrowski, Godel, Kaczmarek, Koziejowski, Woyda ·
1976: Bach, Behr, Hein, Reichert, Sens-Gorius ·
1980: Bonin, Boscherie, Flament, Jolyot, Pietruszka ·
1984: Borella, Cerioni, Cipressa, Numa, Scuri ·
1988: Aptsiaoeri, Ibragimov, Koretsky, Mamedov, Romankov ·
1992: Koch, Schreck, Wagner, Weidner, Weißenborn ·
1996: Mamedov, Pavlovitsj, Sjevtsjenko ·
2000: Ferrari, Guyart, Lhotellier, Plumenail ·
2004: Cassarà, Sanzo, Vanni, Zennaro ·
2012: Valerio Aspromonte, Avola, Baldini, Cassarà ·
2016: Achmatchoezin, Safin, Tsjeremisinov ·
2020: Le Péchoux, Lefort, Mertine, Pauty ·
2024: Iimura, Matsuyama, Shikine, Nagano
- Bibliothèque nationale de France: cb13806897t (data)
- International Standard Name Identifier: 0000 0000 0298 1149
- Virtual International Authority File: 19863769